# Листоопашати гекони
Листоопашатите гекони (Uroplatus) са род нощни насекомоядни гущери, ендемични за Мадагаскар и крайбрежните острови.

## Описание
Дължината на листоопашатите гекони (включително и опашката) варира от около 10 cm за U. ebenaui до 30 cm за U. giganteus. Всички те имат камуфлажно оцветяване, като повечето са в сиво-кафяв до черен или зеленикаво-кафяв цвят с различни маркировки, наподобяващи кора или листа на дърво.

## Видове
Открити са 14 вида листоопашати гекони.
Род Листоопашати гекони
- Вид Uroplatus alluaudi Mocquard, 1894
- Вид Uroplatus ebenaui (Boettger, 1879)
- Вид Uroplatus fimbriatus ([Schneider, 1792) – Мадагаскарски плоскоопашат гекон
- Вид Uroplatus finiavana Ratsoavina, Louis, Crottini, Randrianiaina, Glaw & Vences, 2011
- Вид Uroplatus giganteus Glaw, Kosuch, Henkel, Sound & Böhme, 2006
- Вид Uroplatus guentheri Mocquard, 1908
- Вид Uroplatus henkeli Böhme & Ibisch, 1990 – Хенкелов плоскоопашат гекон
- Вид Uroplatus lineatus (A.M.C. Duméril & Bibron, 1836)
- Вид Uroplatus malahelo Nussbaum & Raxworthy, 1994
- Вид Uroplatus malama Nussbaum & Raxworthy, 1995
- Вид Uroplatus phantasticus (Boulenger, 1888)
- Вид Uroplatus pietschmanni Böhle & Schönecker, 2003
- Вид Uroplatus sameiti Böhme & Ibisch, 1990
- Вид Uroplatus sikorae Boettger, 1913